# Phe những người theo chủ nghĩa lập hiến (Hồng Kông)
Phe Những người theo chủ nghĩa lập hiến (Tiếng Anh: Pro-constitutional amendment camp, chữ Trung phồn thể: 修憲派), đề cập đến sự liên kết chính trị ở Hồng Kông ủng hộ Duy trì Luật Cơ bản.
Tuy là thành phần đối lập với các nhà phe dân chủ và viên phe địa phương, bởi vì có sự khác biệt rõ ràng và nghiêm trọng, nó không được coi là thành phe dân chủ và viên phe địa phương.

## Các đảng phái chính trị
Danh sách này bao gồm các đảng và nhóm chính trị lớn ở Hồng Kông:
- Civic Passion[3]